# Siemssenia
Siemssenia là một chi thực vật có hoa trong họ Cúc (Asteraceae).

## Loài
Chi Siemssenia gồm các loài: